# Паисов, Иван Васильевич
Иван Васильевич Паисов (30 марта 1894 г. — 1974 г., Москва)— русский и советский учёный-металлург, металловед, специалист по разработке конструкционных и инструментальных сталей и технологии термической обработки. Доктор технических наук, профессор кафедры металловедения стали и высокопрочных сплавов Московского института стали.

## Биография
Иван Васильевич Паисов родился 30 марта 1894 года в крестьянской семье, где был одним из 19 детей. Окончил сельскую школу, затем политехническое училище. С 1916 года воюет на фронтах Первой Мировой войны. В 1918 году вступает в Красную Армию. Прошел всю гражданскую воину, принимал активное участие в послевоенном восстановлении народного хозяйства. Далее была типичная стезя "красной профессуры".
В 1928 году, в первый год первой пятилетки И.В. Паисов направлен на учебу в Московскую Горную Академию. В 1930 г. МГА была разделена на шесть самостоятельных вузов, и заканчивал И.В. Паисов Московский институт стали. С 1932 года он - первый аспирант Н.А. Минкевича на кафедре металловедения и термообработки, на которой он проработал 44 года. В 1936 г. за разработку специальных сортов стали И.В. Паисову присваивается учёная степень кандидата технических наук.
В начале Великой Отечественной войны в эвакуацию с Московским институтом стали не уехал, военной зимой 1941 - 1942 гг. работал в мастерских института, которые выпускали продукцию для фронта. Позже, как высококвалифицированный металлург, отправлен на Урал, где работал начальником термического цеха и техническим консультантом ряда оборонных уральских заводов. Укреплению обороноспособности страны посвящена и его докторская диссертация.
После войны вернулся в МИС. С 1956 по 1963 гг. был деканом технологического факультета. Несколько поколений студентов постигали термическую обработку по учебнику и пособиям И.В. Паисова. Четыре монографии и более 100 статей отражают его труды по разработке конструкционных и инструментальных сталей различного назначения и технологии термической обработки. Восемь созданных им сталей признаны изобретениями. По воспоминаниям, И.В. Паисов по искре мог определить марку стали, чем неизменно вызывал уважение и у студентов, и на заводах, где часто выступал в качестве консультанта.
Умер в 1974 году, в 80-летнем возрасте, собираясь на лекцию.

## Признание
Страна отметила заслуги И.В. Паисова во время Великой Отечественной войны орденом Красной Звезды, его педагогическую и научную деятельность - двумя орденами «Знак почёта».